# Голубая луна (песня)
«Голуба́я луна́» — песня дуэта российских поп-исполнителей Бориса Моисеева и Николая Трубача. Музыку написал российский композитор Ким Брейтбург, слова — Николай Трубач. Благодаря своему гомосексуальному подтексту и сопряжённой с этим эпатажностью и скандальностью песня получила широкую популярность как среди гомосексуальной, так и среди гетеросексуальной аудитории. Композиция стала самой популярной в репертуаре как Бориса Моисеева, так и Николая Трубача. «Голубая луна» часто называется неофициальным российским гей-гимном.

## История создания
В 1997 году на фуршете после концерта группы «А’Студио» Николай Трубач познакомился с Борисом Моисеевым, первым артистом на российской эстраде, который в своих выступлениях (в поведении на сцене, в костюмах, в песнях) стал использовать тему гомосексуальности. Моисеев попросил Трубача написать для него песню, что Трубач и пообещал сделать, а его продюсеры Ким Брейтбург и Евгений Фридлянд впоследствии постоянно напоминали об этом обещании. Продюсеры даже «подзуживали» Трубача и в конце концов, по его словам, «взяли на слабо». В итоге Николай Трубач написал песню на музыку Кима Брейтбурга (хотя впоследствии Трубач утверждал, что он является соавтором или даже единоличным автором музыки).
Песня имеет черты сказки: в ней рассказывается о том, что младший брат полюбил королеву и признался ей в любви, а старший выбрал «одиночество небес» и все понимали, что он «никогда не будет покорителем невест». Такой выбор старшего осуждался окружающими, а причиной его поведения называлась «голубая луна». Однажды, младший брат принимает участие в дуэли, чтобы защитить, по-видимому, оскорбленную кем-то честь брата. Старший отнял у младшего меч со словами: «честь моя — моя лишь честь», после чего «ушёл в закат».
«Голубая луна» изначально задумывалась как скандальная, эпатажная песня, построенная на противопоставлении гомосексуальной и гетеросексуальной культур. Данная тема была ещё в новинку для массового зрителя, и создатели «Голубой луны» рассчитывали на коммерческий успех скандальной композиции.

## Исполнение и популярность

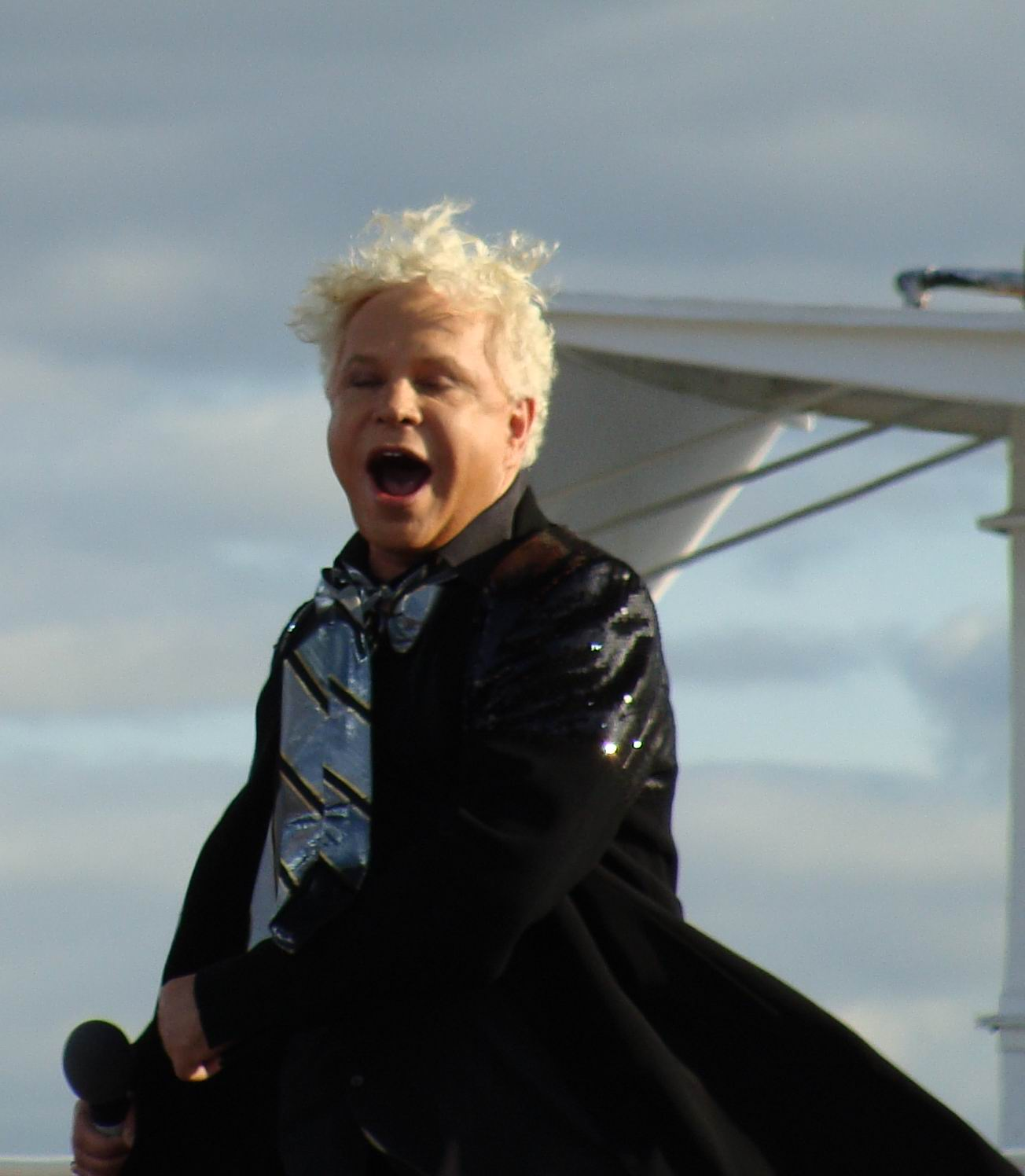
Борис Моисеев

Сперва Трубач исполнял эту песню один, однако вскоре было решено создать дуэт с Борисом Моисеевым. Премьера песни в исполнении дуэта Моисеева и Трубача состоялась на телевизионном фестивале «Песня года — 98», после чего «Голубая луна» в одночасье приобрела широкую популярность. Композиция вошла в ротацию нескольких радиостанций, стала лауреатом премии «Золотой граммофон» 1998 года. По воспоминаниям Николая Трубача, на волне скандальной популярности они дуэтом с Моисеевым давали до 40 выступлений в месяц. На песню был снят видеоклип. Композиция вошла в альбомы Бориса Моисеева «Праздник! Праздник!» (1998), «Золотая серия» (2004), «Любовное настроение» (2004), «Дуэты» (2007) и в альбомы Николая Трубача «Двадцать два» (1998) и «Лучшие песни» (2003).
По воспоминаниям Трубача, будучи гетеросексуалом, на первых порах он чувствовал себя крайне неудобно, опасаясь Бориса Моисеева. Дело доходило до того, что в райдере были прописаны отдельные гримёрки для артистов, а сам Трубач остерегался даже ездить с Моисеевым в одном лифте. Впрочем, вскоре эти опасения исчезли, а творческий дуэт Трубача и Моисеева просуществовал несколько лет. Кроме того, Трубач сетовал, что из-за этой песни стал жертвой слухов и домыслов о своей нетрадиционной сексуальной ориентации и гомосексуальной связи с Моисеевым, что ему, женатому человеку и гетеросексуалу, было крайне неприятно; также заявлял, что является противником гей-парадов.
В некоторых телевизионных развлекательных передачах песню исполняли другие певцы, в частности Шура, Витас и Алексей Глызин.
В 2020 году Трубач представил новую версию песни «Голубая луна» совместно с Ольгой Бузовой, выступив с ней как участник телешоу «Суперстар! Возвращение» на «НТВ».

## Влияние
Согласно проведённому в середине 2000-х годов опросу сайта Gay.ru, песня «Голубая луна» является лидером в списке гей-гимнов России. Предпочтение этой композиции отдали 27 % из более чем 9 тысяч принявших участие в опросе. «Голубую луну» часто называют неофициальным российским «гей-гимном», «песней гей-гордости» российских гомосексуалов.
Музыкальная тема и текст «Голубой луны» неоднократно становились объектом различных пародий и юмористических переделок. В частности, в состоявшемся на первоапрельские праздники 1999 года концерте юмористической группы «О.С.П.-студия» «ОСПесня 99» (пародия на «Песню года») Трубач и Моисеев на мотив «Голубой луны» исполнили песню «Деловая Москва». Летом этого же года группа «Красная плесень» на этот мотив записала песню «Голубая луна» («Голубой горшок»), в которой скабрёзными намёками рассказывается о взаимоотношениях персонажей мультфильма «Винни-Пух и день забот». Также слова песни переделывали «Мурзилки International», ряд команд КВН и другие артисты юмористического жанра.
Популярность и узнаваемость песни столь велика, что название композиции «Голубая луна», а также ряд фраз из текста песни являются объектами цитирования, отсылая таким образом к гомосексуальной тематике. Например, материалы о скандале в Казанской епархии Русской православной церкви с гомосексуальными отношениями в среде священнослужителей подавались под заголовками «Голубая луна над Татарстанской митрополией», «Раис Сулейманов: Рокировка митрополитов — закат „голубой луны“ в Татарстане», а заметку о каминг-ауте пуэрто-риканского певца Рики Мартина музыкальный сайт «Звуки.ру» озаглавил «Честь моя, моя лишь честь» (цитата из песни).

## Отзывы
Ким Брейтбург, который написал для «Голубой луны» музыку, в интервью российскому музыкальному журналисту Гуру Кену заявил, что считает эту песню своим творческим успехом:

— Ким Александрович, как же вы докатились до жизни такой, что сочинили песню «Голубая луна»?
— А я считаю, что «Голубая луна» — это моя большая удача.
— Согласен на 100 %. Это я просто иронизирую.
— Если отбросить текст, то вы услышите совершенно нормальную, хорошо оформленную мелодию.

Музыкальный критик Николай Фандеев считает, что, напротив, залогом успеха «Голубой луны» стал исключительно скандальный текст Трубача, а вот музыка этой песни, как и всё остальное творчество композитора Брейтбурга, состоит из серых мелодий, банальных аранжировок и предсказуемых гармонических ходов.
В середине 2000-х годов российский музыкальный журналист и критик Артемий Троицкий в своей статье в глянцевом журнале «СПб. Собака.ru» на примере песни «Голубая луна» утверждал, что в 1990-х годах в России к геям было более терпимое отношение, «страна была свободней», а вот в 2000-х годах появление таких «милых песенок» стало невозможным. По его мнению, в сравнении с временами появления «Голубой луны» российское общество, а также религиозные и ряд общественных организаций стали более агрессивными по отношению к гомосексуальности.